# Élections départementales de 2015 à La Réunion
Les élections départementales ont lieu les 22 et 29 mars 2015.

## Contexte départemental

### Assemblée départementale sortante
Avant les élections, le conseil général de La Réunion est présidé par Nassimah Dindar (UDI). Il comprend 49 conseillers généraux issus des 49 cantons de La Réunion. Après le redécoupage cantonal de 2014, ce sont 50 conseillers départementaux qui seront élus au sein des 25 nouveaux cantons de La Réunion.
| Parti                                | Sigle | Sigle | Élus |
| ------------------------------------ | ----- | ----- | ---- |
| Majorité (33 sièges)                 |       |       |      |
| Parti communiste réunionnais         |       | PCR   | 11   |
| Parti socialiste                     |       | PS    | 11   |
| Union des démocrates et indépendants |       | UDI   | 3    |
| Mouvement démocrate                  |       | MoDem | 5    |
| Divers droite                        |       | DVD   | 3    |
| Opposition (16 sièges)               |       |       |      |
| Union pour un mouvement populaire    |       | UMP   | 11   |
| Divers droite                        |       | DVD   | 5    |
| Présidente du conseil général        |       |       |      |
| Nassimah Dindar (UDI)                |       |       |      |

### Assemblée départementale élue
| Parti                                | Sigle | Sigle   | Élus | Groupe                                           |
| ------------------------------------ | ----- | ------- | ---- | ------------------------------------------------ |
| Majorité (36 sièges)                 |       |         |      |                                                  |
| Divers droite                        |       | DVD     | 13   | Plateforme de l'Union de la droite               |
| Union pour un mouvement populaire    |       | UMP     | 11   | Plateforme de l'Union de la droite               |
| Union des démocrates et indépendants |       | UDI     | 6    | Plateforme de l'Union de la droite               |
| Objectif Réunion                     |       | OR      | 2    | Plateforme de l'Union de la droite               |
| Divers droite                        |       | DVD     | 4    | Tampon avenir                                    |
| Opposition (14 sièges)               |       |         |      |                                                  |
| Parti socialiste                     |       | PS      | 3    | La Gauche unie                                   |
| Pour La Réunion                      |       | PLR     | 2    | La Gauche unie                                   |
| Progrès 974                          |       | Progrès | 2    | La Gauche unie                                   |
| Europe Écologie Les Verts            |       | EÉLV    | 1    | La Gauche unie                                   |
| Parti communiste réunionnais         |       | PCR     | 3    | Concertation pour le développement de La Réunion |
| Divers gauche                        |       | DVG     | 1    | Concertation pour le développement de La Réunion |
| La Politique autrement               |       | LPA     | 2    | Non-inscrits                                     |
| Présidente du conseil départemental  |       |         |      |                                                  |
| Nassimah Dindar (UDI)                |       |         |      |                                                  |

## Résultats à l'échelle du département

### Résultats par nuances du ministère de l'Intérieur
Les nuances utilisées par le ministère de l'Intérieur ne tiennent pas compte des alliances locales.
| Binômes     | Binômes            | Premier tour | Premier tour | Second tour | Second tour | Sièges |
| Binômes     | Binômes            | Voix         | %            | Voix        | %           | Sièges |
| ----------- | ------------------ | ------------ | ------------ | ----------- | ----------- | ------ |
|             | DVD                | 60 843       | 25,36        | 71 230      | 27,58       | 12     |
|             | UMP                | 27 693       | 11,54        | 39 190      | 15,17       | 10     |
|             | Union de la droite | 22 837       | 9,52         | 22 533      | 8,72        | 8      |
|             | MoDem              | 18 296       | 7,63         | 17 579      | 6,81        | 2      |
|             | UDI                | 9 105        | 3,80         | 13 268      | 5,14        | 4      |
|             | DLF                | 3 030        | 1,26         |             |             |        |
| Droite      | Droite             | 141 804      | 59,11        | 163 800     | 63,42       | 36     |
|             |                    |              |              |             |             |        |
|             | PS                 | 34 855       | 14,53        | 36 232      | 14,03       | 6      |
|             | DVG                | 34 688       | 14,46        | 36 959      | 14,31       | 2      |
|             | PCF                | 7 997        | 3,33         | 11 496      | 4,45        | 4      |
|             | EÉLV               | 3 373        | 1,41         |             |             |        |
|             | Union de la gauche | 1 873        | 0,78         | 3 820       | 1,48        | 0      |
| Gauche      | Gauche             | 82 786       | 34,51        | 88 507      | 34,27       | 12     |
|             |                    |              |              |             |             |        |
|             | Divers             | 8 795        | 3,67         | 5 993       | 2,32        | 2      |
|             |                    |              |              |             |             |        |
|             | FN                 | 6 505        | 2,71         |             |             |        |
|             |                    |              |              |             |             |        |
| Inscrits    | Inscrits           | 615 757      | 100,00       | 570 133     | 100,00      |        |
| Abstentions | Abstentions        | 345 968      | 56,19        | 278 653     | 48,88       |        |
| Votants     | Votants            | 269 789      | 43,81        | 291 480     | 51,12       |        |
| Blancs      | Blancs             | 14 694       | 5,45         | 15 513      | 5,32        |        |
| Nuls        | Nuls               | 15 205       | 5,64         | 17 667      | 6,06        |        |
| Exprimés    | Exprimés           | 239 890      | 88,92        | 258 300     | 88,62       |        |

### Résultats par canton
| Canton                  | Conseiller sortant         | Parti                 | Parti       | Conseiller élu           | Parti           | Parti           |
| ----------------------- | -------------------------- | --------------------- | ----------- | ------------------------ | --------------- | --------------- |
| Les Avirons             | Michel Dennemont           |                       | MoDem       | Canton supprimé          | Canton supprimé | Canton supprimé |
| Bras-Panon              | Daniel Gonthier            |                       | UMP         | Canton supprimé          | Canton supprimé | Canton supprimé |
| L'Entre-Deux            | Bachil Moussa Valy*        |                       | MoDem       | Canton supprimé          | Canton supprimé | Canton supprimé |
| L'Étang-Salé            | Jean-Claude Lacouture      |                       | DVD         | Annie Hoarau             |                 | UMP             |
| L'Étang-Salé            | Jean-Claude Lacouture      | Jean-Claude Lacouture | DVD         |                          | UMP             |                 |
| Petite-Île              | Guito Ramoune*             |                       | PS          | Canton supprimé          | Canton supprimé | Canton supprimé |
| La Plaine-des-Palmistes | Patrick Erudel*            |                       | DVD         | Canton supprimé          | Canton supprimé | Canton supprimé |
| Le Port                 | Canton créé                | Canton créé           | Canton créé | Paulette Adois-Lacpatia  |                 | PLR             |
| Le Port                 | Canton créé                | Canton créé           | Canton créé | Sergio Erapa             |                 | PLR             |
| Le Port-1               | Pierre Vergès*             |                       | PCR         | Canton supprimé          | Canton supprimé | Canton supprimé |
| Le Port-2               | Henry Hippolyte*           |                       | PCR         | Canton supprimé          | Canton supprimé | Canton supprimé |
| La Possession           | Roland Robert*             |                       | PCR         | Anne-Flore Deveaux       |                 | DVG             |
| La Possession           | Roland Robert*             | Philippe Robert       | PCR         |                          | PCR             |                 |
| Saint-André-1           | Michèle Caniguy            |                       | PCR         | Michèle Caniguy          |                 | PCR             |
| Saint-André-1           | Michèle Caniguy            | Maurice Gironcel      | PCR         |                          | PCR             |                 |
| Saint-André-2           | Éric Fruteau*              |                       | PCR         | Viviane Payet-Ben Hamida |                 | UDI             |
| Saint-André-2           | Éric Fruteau*              | Jean-Marie Virapoullé | PCR         |                          | UDI             |                 |
| Saint-André-3           | Robert Nativel             |                       | PCR         | Daniel Gonthier          |                 | DVD             |
| Saint-André-3           | Robert Nativel             | Marie-Isabelle Payet  | PCR         |                          | DVD             |                 |
| Saint-Benoît-1          | Daniel Huet                |                       | PS          | Marc-Luc Boyer           |                 | UMP             |
| Saint-Benoît-1          | Daniel Huet                | Sabrina Ramin         | PS          |                          | DVD             |                 |
| Saint-Benoît-2          | Philippe Leconstant        |                       | PS          | Géraldine Boulevard      |                 | PS              |
| Saint-Benoît-2          | Philippe Leconstant        | Philippe Leconstant   | PS          |                          | PS              |                 |
| Saint-Denis-1           | Nassimah Dindar            |                       | UDI         | Alain Armand             |                 | DVD             |
| Saint-Denis-1           | Nassimah Dindar            | Nadia Ramassamy       | UDI         |                          | DVD             |                 |
| Saint-Denis-2           | Gérard Françoise           |                       | PS          | Nassimah Dindar          |                 | UDI             |
| Saint-Denis-2           | Gérard Françoise           | Serge Hoarau          | PS          |                          | DVD             |                 |
| Saint-Denis-3           | Gino Ponin-Ballom          |                       | MoDem       | Graziella Boustoini      |                 | UMP             |
| Saint-Denis-3           | Gino Ponin-Ballom          | Jean-Jacques Morel    | MoDem       |                          | UMP             |                 |
| Saint-Denis-4           | Jean-Claude Fidji*         |                       | PS          | Yvette Duchemain         |                 | PS              |
| Saint-Denis-4           | Jean-Claude Fidji*         | Gérald Maillot        | PS          |                          | PS              |                 |
| Saint-Denis-5           | Ibrahim Dindar*            |                       | DVD         | Canton supprimé          | Canton supprimé | Canton supprimé |
| Saint-Denis-6           | Serge Hoarau               |                       | UMP         | Canton supprimé          | Canton supprimé | Canton supprimé |
| Saint-Denis-7           | Gilbert Annette*           |                       | PS          | Canton supprimé          | Canton supprimé | Canton supprimé |
| Saint-Denis-8           | Emmanuel Hoarau*           |                       | PS          | Canton supprimé          | Canton supprimé | Canton supprimé |
| Saint-Denis-9           | Gérald Maillot             |                       | PS          | Canton supprimé          | Canton supprimé | Canton supprimé |
| Saint-Leu               | Canton créé                | Canton créé           | Canton créé | Jacques Dennemont        |                 | MoDem           |
| Saint-Leu               | Canton créé                | Canton créé           | Canton créé | Jacqueline Silotia       |                 | MoDem           |
| Saint-Leu-1             | Jacqueline Silotia         |                       | MoDem       | Canton supprimé          | Canton supprimé | Canton supprimé |
| Saint-Leu-2             | Isabelle Poudroux          |                       | MoDem       | Canton supprimé          | Canton supprimé | Canton supprimé |
| Saint-Joseph            | Canton créé                | Canton créé           | Canton créé | Inelda Baussillon        |                 | PS              |
| Saint-Joseph            | Canton créé                | Canton créé           | Canton créé | Harry Mussard            |                 | PS              |
| Saint-Joseph-1          | Harry Mussard              |                       | PS          | Canton supprimé          | Canton supprimé | Canton supprimé |
| Saint-Joseph-2          | Axel Vienne*               |                       | PS          | Canton supprimé          | Canton supprimé | Canton supprimé |
| Saint-Louis-1           | Cyrille Hamilcaro*         |                       | UDI         | Alix Galbois             |                 | UDI             |
| Saint-Louis-1           | Cyrille Hamilcaro*         | Emmanuelle Sinacouty  | UDI         |                          | UDI             |                 |
| Saint-Louis-2           | Patrick Malet              |                       | DVD         | Claudette Grondin        |                 | DVD             |
| Saint-Louis-2           | Patrick Malet              | Patrick Malet         | DVD         |                          | DVD             |                 |
| Saint-Louis-3           | Paul-Franco Técher*        |                       | UMP         | Canton supprimé          | Canton supprimé | Canton supprimé |
| Saint-Paul-1            | Gérald Incana*             |                       | PCR         | Marie-Gertrude Carpanin  |                 | UMP             |
| Saint-Paul-1            | Gérald Incana*             | Cyrille Melchior      | PCR         |                          | UMP             |                 |
| Saint-Paul-2            | Cyrille Melchior           |                       | UMP         | Patrick Dorla            |                 | UMP             |
| Saint-Paul-2            | Cyrille Melchior           | Sandra Sinimalé       | UMP         |                          | UMP             |                 |
| Saint-Paul-3            | Pascaline Chéreau-Nemazine |                       | PCR         | Giovanny Poire           |                 | DVD             |
| Saint-Paul-3            | Pascaline Chéreau-Nemazine | Jacqueline Henry      | PCR         |                          | DVD             |                 |
| Saint-Paul-4            | Joseph Sinimalé*           |                       | UMP         | Canton supprimé          | Canton supprimé | Canton supprimé |
| Saint-Paul-5            | Jean-Claude Melin*         |                       | PCR         | Canton supprimé          | Canton supprimé | Canton supprimé |
| Saint-Philippe          | Olivier Rivière*           |                       | DVD         | Canton supprimé          | Canton supprimé | Canton supprimé |
| Saint-Pierre-1          | Philippe Potin             |                       | UMP         | Viviane Malet            |                 | UMP             |
| Saint-Pierre-1          | Philippe Potin             | Hermann Rifosta       | UMP         |                          | UMP             |                 |
| Saint-Pierre-2          | André-Maurice Pihouée*     |                       | UMP         | Béatrice Sigismeau       |                 | UMP             |
| Saint-Pierre-2          | André-Maurice Pihouée*     | Philippe Potin        | UMP         |                          | UMP             |                 |
| Saint-Pierre-3          | Béatrice Sigismeau         |                       | UMP         | Marie-Paule Balaya       |                 | DVD             |
| Saint-Pierre-3          | Béatrice Sigismeau         | Serge Hoareau         | UMP         |                          | DVD             |                 |
| Saint-Pierre-4          | Hermann Rifosta            |                       | UMP         | Canton supprimé          | Canton supprimé | Canton supprimé |
| Sainte-Marie            | Richard Nirlo*             |                       | UMP         | Rémy Lagourgue           |                 | DVD             |
| Sainte-Marie            | Richard Nirlo*             | Marie-Lyne Soubadou   | UMP         |                          | DVD             |                 |
| Sainte-Rose             | Bruno Mamindy-Pajany       |                       | DVD         | Canton supprimé          | Canton supprimé | Canton supprimé |
| Sainte-Suzanne          | Daniel Alamélou            |                       | PCR         | Canton supprimé          | Canton supprimé | Canton supprimé |
| Salazie                 | Stéphane Fouassin*         |                       | UDI         | Canton supprimé          | Canton supprimé | Canton supprimé |
| Le Tampon-1             | Nathalie Bassire           |                       | DVD         | Laurence Mondon          |                 | DVD             |
| Le Tampon-1             | Nathalie Bassire           | Enaud Rivière         | DVD         |                          | DVD             |                 |
| Le Tampon-2             | Augustine Romano           |                       | DVD         | Augustine Romano         |                 | DVD             |
| Le Tampon-2             | Augustine Romano           | André Thien Ah Koon   | DVD         |                          | DVD             |                 |
| Le Tampon-3             | Guy Sorres*                |                       | UMP         | Canton supprimé          | Canton supprimé | Canton supprimé |
| Le Tampon-4             | Jean-Jacques Vlody         |                       | PS          | Canton supprimé          | Canton supprimé | Canton supprimé |
| Les Trois-Bassins       | Roland Ramakistin          |                       | PCR         | Canton supprimé          | Canton supprimé | Canton supprimé |

## Résultats par canton

### Canton de L'Étang-Salé
| Candidats   | Candidats             | Partis      | Partis      | Premier tour | Premier tour | Second tour | Second tour |
| Candidats   | Candidats             | Partis      | Partis      | Voix         | %            | Voix        | %           |
| ----------- | --------------------- | ----------- | ----------- | ------------ | ------------ | ----------- | ----------- |
| 1           | Roseline Lucas        |             | MoDem       | 4 454        | 43,08        | 5 704       | 45,12       |
| 1           | David Sita            |             | MoDem       | 4 454        | 43,08        | 5 704       | 45,12       |
| 2           | Annie Hoarau          |             | DVD         | 5 501        | 53,21        | 6 937       | 54,88       |
| 2           | Jean-Claude Lacouture |             | DVD         | 5 501        | 53,21        | 6 937       | 54,88       |
| 3           | Reine Deveaux         |             | DLF         | 384          | 3,71         |             |             |
| 3           | Jean-Jack Morel       |             | DLF         | 384          | 3,71         |             |             |
|             |                       |             |             |              |              |             |             |
| Inscrits    | Inscrits              | Inscrits    | Inscrits    | 22 381       | 100,00       | 22 379      | 100,00      |
| Abstentions | Abstentions           | Abstentions | Abstentions | 10 754       | 48,05        | 8 609       | 38,47       |
| Votants     | Votants               | Votants     | Votants     | 11 627       | 51,95        | 13 770      | 61,53       |
| Blancs      | Blancs                | Blancs      | Blancs      | 721          | 6,2          | 555         | 4,03        |
| Nuls        | Nuls                  | Nuls        | Nuls        | 567          | 4,88         | 574         | 4,17        |
| Exprimés    | Exprimés              | Exprimés    | Exprimés    | 10 339       | 88,92        | 12 641      | 91,8        |

### Canton du Port
| Candidats   | Candidats               | Partis      | Partis      | Premier tour | Premier tour | Second tour | Second tour |
| Candidats   | Candidats               | Partis      | Partis      | Voix         | %            | Voix        | %           |
| ----------- | ----------------------- | ----------- | ----------- | ------------ | ------------ | ----------- | ----------- |
| 1           | Lolita Latra            |             | SE          | 313          | 3,19         |             |             |
| 1           | Jean-Max Nages          |             | SE          | 313          | 3,19         |             |             |
| 2           | Hermann Elise           |             | SE          | 146          | 1,49         |             |             |
| 2           | Monica Govindin         |             | SE          | 146          | 1,49         |             |             |
| 3           | Firose Gador            |             | PCR         | 3 048        | 31,11        | 3 604       | 31,89       |
| 3           | Jean-Yves Langenier     |             | PCR         | 3 048        | 31,11        | 3 604       | 31,89       |
| 4           | Valérie Auber           |             | UMP         | 1 190        | 12,15        |             |             |
| 4           | Patrick Jardinot        |             | UMP         | 1 190        | 12,15        |             |             |
| 5           | Paulette Adois-Lacpatia |             | PLR         | 4 858        | 49,59        | 7 698       | 68,11       |
| 5           | Sergio Erapa            |             | PLR         | 4 858        | 49,59        | 7 698       | 68,11       |
| 6           | Emmanuel Georgette      |             | DVD         | 242          | 2,47         |             |             |
| 6           | Davilla Verdun          |             | DVD         | 242          | 2,47         |             |             |
|             |                         |             |             |              |              |             |             |
| Inscrits    | Inscrits                | Inscrits    | Inscrits    | 24 472       | 100,00       | 24 472      | 100,00      |
| Abstentions | Abstentions             | Abstentions | Abstentions | 13 737       | 56,13        | 12 091      | 49,41       |
| Votants     | Votants                 | Votants     | Votants     | 10 735       | 43,87        | 12 381      | 50,59       |
| Blancs      | Blancs                  | Blancs      | Blancs      | 412          | 3,84         | 456         | 3,68        |
| Nuls        | Nuls                    | Nuls        | Nuls        | 526          | 4,9          | 623         | 5,03        |
| Exprimés    | Exprimés                | Exprimés    | Exprimés    | 9 797        | 91,26        | 11 302      | 91,29       |

### Canton de La Possession
| Candidats   | Candidats            | Partis      | Partis      | Premier tour | Premier tour | Second tour | Second tour |
| Candidats   | Candidats            | Partis      | Partis      | Voix         | %            | Voix        | %           |
| ----------- | -------------------- | ----------- | ----------- | ------------ | ------------ | ----------- | ----------- |
| 1           | Anne-Flore Deveaux   |             | DVG         | 1 863        | 27,59        | 4 574       | 55,14       |
| 1           | Philippe Robert      |             | PCR         | 1 863        | 27,59        | 4 574       | 55,14       |
| 2           | Jocelyne Cavane      |             | DVG         | 1 633        | 24,19        | 3 721       | 44,86       |
| 2           | Robert Tuco          |             | DVG         | 1 633        | 24,19        | 3 721       | 44,86       |
| 3           | Francesca Juillerot  |             | DVG         | 314          | 4,65         |             |             |
| 3           | Jean-Hugues Savigny  |             | DVG         | 314          | 4,65         |             |             |
| 4           | Valérie Benard       |             | UMP         | 662          | 9,80         |             |             |
| 4           | Johnny Deliron       |             | UMP         | 662          | 9,80         |             |             |
| 5           | Fabrice Baillif      |             | MoDem       | 260          | 3,85         |             |             |
| 5           | Sophia Ferrere       |             | MoDem       | 260          | 3,85         |             |             |
| 6           | Jessica Alaguiry     |             | PLR         | 1 048        | 15,52        |             |             |
| 6           | Paul Antoine Vittori |             | PLR         | 1 048        | 15,52        |             |             |
| 7           | Anaïs Heron          |             | SE          | 972          | 14,40        |             |             |
| 7           | Jean-Yves Morel      |             | SE          | 972          | 14,40        |             |             |
|             |                      |             |             |              |              |             |             |
| Inscrits    | Inscrits             | Inscrits    | Inscrits    | 21 277       | 100,00       | 21 277      | 100,00      |
| Abstentions | Abstentions          | Abstentions | Abstentions | 13 747       | 64,61        | 11 990      | 56,35       |
| Votants     | Votants              | Votants     | Votants     | 7 530        | 35,39        | 9 287       | 43,65       |
| Blancs      | Blancs               | Blancs      | Blancs      | 461          | 6,12         | 525         | 5,65        |
| Nuls        | Nuls                 | Nuls        | Nuls        | 317          | 4,21         | 467         | 5,03        |
| Exprimés    | Exprimés             | Exprimés    | Exprimés    | 6 752        | 89,67        | 8 295       | 89,32       |

### Canton de Saint-André-1
| Candidats            | Candidats        | Partis      | Partis      | Premier tour | Premier tour | Second tour | Second tour |
| Candidats            | Candidats        | Partis      | Partis      | Voix         | %            | Voix        | %           |
| -------------------- | ---------------- | ----------- | ----------- | ------------ | ------------ | ----------- | ----------- |
| 1                    | Daniel Alamelou* |             | DVG         | 3 882        | 38,69        | 5 442       | 44,01       |
| 1                    | Nadia Tipaka     |             | DVG         | 3 882        | 38,69        | 5 442       | 44,01       |
| 2                    | Johny Adekalom   |             | SE          | 871          | 8,68         |             |             |
| 2                    | Estelle Nabeneza |             | SE          | 871          | 8,68         |             |             |
| 3                    | Michèle Caniguy* |             | PLR         | 5 281        | 52,63        | 6 922       | 55,99       |
| 3                    | Maurice Gironcel |             | PCR         | 5 281        | 52,63        | 6 922       | 55,99       |
|                      |                  |             |             |              |              |             |             |
| Inscrits             | Inscrits         | Inscrits    | Inscrits    | 23 719       | 100,00       | 23 719      | 100,00      |
| Abstentions          | Abstentions      | Abstentions | Abstentions | 12 580       | 53,04        | 10 086      | 42,52       |
| Votants              | Votants          | Votants     | Votants     | 11 139       | 46,96        | 13 633      | 57,48       |
| Blancs               | Blancs           | Blancs      | Blancs      | 485          | 4,35         | 568         | 4,17        |
| Nuls                 | Nuls             | Nuls        | Nuls        | 620          | 5,57         | 701         | 5,14        |
| Exprimés             | Exprimés         | Exprimés    | Exprimés    | 10 034       | 90,08        | 12 364      | 90,69       |
| * conseiller sortant |                  |             |             |              |              |             |             |

### Canton de Saint-André-2
| Candidats            | Candidats                | Partis      | Partis      | Premier tour | Premier tour | Second tour | Second tour |
| Candidats            | Candidats                | Partis      | Partis      | Voix         | %            | Voix        | %           |
| -------------------- | ------------------------ | ----------- | ----------- | ------------ | ------------ | ----------- | ----------- |
| 1                    | Mylène Mulot             |             | PCR         | 478          | 5,60         |             |             |
| 1                    | Jacky The-seng           |             | PCR         | 478          | 5,60         |             |             |
| 2                    | Viviane Payet Ben Hamida |             | UDI         | 4 852        | 56,86        | 6 495       | 64,67       |
| 2                    | Jean-Marie Virapoullé    |             | UDI         | 4 852        | 56,86        | 6 495       | 64,67       |
| 3                    | Robert Nativel*          |             | PLR         | 855          | 10,02        |             |             |
| 3                    | Marie-Claude Panon       |             | PLR         | 855          | 10,02        |             |             |
| 4                    | Joé Bedier               |             | UDSA        | 1 676        | 19,64        | 3 548       | 35,33       |
| 4                    | Primilla Cevamy          |             | UDSA        | 1 676        | 19,64        | 3 548       | 35,33       |
| 5                    | Monique Fontaine         |             | DVD         | 672          | 7,88         |             |             |
| 5                    | Jean-François Ramassamy  |             | DVD         | 672          | 7,88         |             |             |
|                      |                          |             |             |              |              |             |             |
| Inscrits             | Inscrits                 | Inscrits    | Inscrits    | 23 161       | 100,00       | 23 161      | 100,00      |
| Abstentions          | Abstentions              | Abstentions | Abstentions | 13 651       | 58,94        | 11 909      | 51,42       |
| Votants              | Votants                  | Votants     | Votants     | 9 510        | 41,06        | 11 252      | 48,58       |
| Blancs               | Blancs                   | Blancs      | Blancs      | 516          | 5,43         | 707         | 6,28        |
| Nuls                 | Nuls                     | Nuls        | Nuls        | 461          | 4,85         | 502         | 4,46        |
| Exprimés             | Exprimés                 | Exprimés    | Exprimés    | 8 533        | 89,73        | 10 043      | 89,26       |
| * conseiller sortant |                          |             |             |              |              |             |             |

### Canton de Saint-André-3
| Candidats            | Candidats            | Partis      | Partis      | Premier tour | Premier tour | Second tour | Second tour |
| Candidats            | Candidats            | Partis      | Partis      | Voix         | %            | Voix        | %           |
| -------------------- | -------------------- | ----------- | ----------- | ------------ | ------------ | ----------- | ----------- |
| 1                    | Laurence Bénard      |             | DVG         | 2 728        | 36,56        | 3 422       | 37,82       |
| 1                    | Jean-Hugues Ratenon  |             | ARCP        | 2 728        | 36,56        | 3 422       | 37,82       |
| 2                    | Daniel Gonthier*     |             | UMP         | 4 733        | 63,44        | 5 625       | 62,18       |
| 2                    | Marie-Isabelle Payet |             | UMP         | 4 733        | 63,44        | 5 625       | 62,18       |
|                      |                      |             |             |              |              |             |             |
| Inscrits             | Inscrits             | Inscrits    | Inscrits    | 20 867       | 100,00       | 20 867      | 100,00      |
| Abstentions          | Abstentions          | Abstentions | Abstentions | 12 471       | 59,76        | 10 877      | 52,13       |
| Votants              | Votants              | Votants     | Votants     | 8 396        | 40,24        | 9 990       | 47,87       |
| Blancs               | Blancs               | Blancs      | Blancs      | 447          | 5,32         | 417         | 4,17        |
| Nuls                 | Nuls                 | Nuls        | Nuls        | 488          | 5,81         | 526         | 5,27        |
| Exprimés             | Exprimés             | Exprimés    | Exprimés    | 7 461        | 88,86        | 9 047       | 90,56       |
| * conseiller sortant |                      |             |             |              |              |             |             |

### Canton de Saint-Benoît-1
| Candidats   | Candidats         | Partis      | Partis      | Premier tour | Premier tour | Second tour | Second tour |
| Candidats   | Candidats         | Partis      | Partis      | Voix         | %            | Voix        | %           |
| ----------- | ----------------- | ----------- | ----------- | ------------ | ------------ | ----------- | ----------- |
| 1           | Jean-Luc Julie    |             | DVD         | 1 632        | 23,58        |             |             |
| 1           | Sandrine Maillot  |             | DVD         | 1 632        | 23,58        |             |             |
| 2           | Daniel Huet       |             | PS          | 1 771        | 25,59        | 3 358       | 40,41       |
| 2           | Mélissa Mogalia   |             | PS          | 1 771        | 25,59        | 3 358       | 40,41       |
| 3           | Bernadette Dugain |             | DVG         | 291          | 4,20         |             |             |
| 3           | Luders Sevamy     |             | DVG         | 291          | 4,20         |             |             |
| 4           | Clélie Paillotte  |             | MoDem       | 520          | 7,51         |             |             |
| 4           | Johnny Payet      |             | MoDem       | 520          | 7,51         |             |             |
| 5           | Marc Luc Boyer    |             | UMP         | 2 708        | 39,12        | 4 951       | 59,59       |
| 5           | Sabrina Ramin     |             | UMP         | 2 708        | 39,12        | 4 951       | 59,59       |
|             |                   |             |             |              |              |             |             |
| Inscrits    | Inscrits          | Inscrits    | Inscrits    | 19 208       | 100,00       | 19 195      | 100,00      |
| Abstentions | Abstentions       | Abstentions | Abstentions | 11 420       | 59,45        | 9 797       | 51,04       |
| Votants     | Votants           | Votants     | Votants     | 7 788        | 40,55        | 9 398       | 48,96       |
| Blancs      | Blancs            | Blancs      | Blancs      | 429          | 5,51         | 465         | 4,95        |
| Nuls        | Nuls              | Nuls        | Nuls        | 437          | 5,61         | 624         | 6,64        |
| Exprimés    | Exprimés          | Exprimés    | Exprimés    | 6 922        | 88,88        | 8 309       | 88,41       |

### Canton de Saint-Benoît-2
| Candidats            | Candidats                | Partis      | Partis      | Premier tour | Premier tour | Second tour | Second tour |
| Candidats            | Candidats                | Partis      | Partis      | Voix         | %            | Voix        | %           |
| -------------------- | ------------------------ | ----------- | ----------- | ------------ | ------------ | ----------- | ----------- |
| 1                    | Géraldine Boulevard      |             | PS          | 3 320        | 35,89        | 5 690       | 50,92       |
| 1                    | Philippe Le Constant     |             | PS          | 3 320        | 35,89        | 5 690       | 50,92       |
| 2                    | Alicia Hayano            |             | SE          | 511          | 5,52         |             |             |
| 2                    | Jean-Louis Vital         |             | SE          | 511          | 5,52         |             |             |
| 3                    | Luc-Guy Fontaine         |             | DVD         | 1 793        | 19,38        |             |             |
| 3                    | Mariette Orange          |             | DVD         | 1 793        | 19,38        |             |             |
| 4                    | Fabienne Borneo          |             | DVD         | 2 418        | 26,14        | 5 485       | 49,08       |
| 4                    | Bruno Mamindy Pajany*    |             | DVD         | 2 418        | 26,14        | 5 485       | 49,08       |
| 6                    | Pascaline Bertin         |             | MoDem       | 661          | 7,15         |             |             |
| 6                    | Fridelin Courtois        |             | MoDem       | 661          | 7,15         |             |             |
| 5                    | Jean-Noël Beaudemoulin   |             | FN          | 548          | 5,92         |             |             |
| 5                    | Marie-Luce Brasier-Clain |             | FN          | 548          | 5,92         |             |             |
|                      |                          |             |             |              |              |             |             |
| Inscrits             | Inscrits                 | Inscrits    | Inscrits    | 22 444       | 100,00       | 22 443      | 100,00      |
| Abstentions          | Abstentions              | Abstentions | Abstentions | 12 234       | 54,51        | 10 139      | 45,18       |
| Votants              | Votants                  | Votants     | Votants     | 10 210       | 45,49        | 12 304      | 54,82       |
| Blancs               | Blancs                   | Blancs      | Blancs      | 451          | 4,42         | 445         | 3,62        |
| Nuls                 | Nuls                     | Nuls        | Nuls        | 508          | 4,98         | 684         | 5,56        |
| Exprimés             | Exprimés                 | Exprimés    | Exprimés    | 9 251        | 90,61        | 11 175      | 90,82       |
| * conseiller sortant |                          |             |             |              |              |             |             |

### Canton de Saint-Denis-1
| Candidats            | Candidats                   | Partis      | Partis      | Premier tour | Premier tour | Second tour | Second tour |
| Candidats            | Candidats                   | Partis      | Partis      | Voix         | %            | Voix        | %           |
| -------------------- | --------------------------- | ----------- | ----------- | ------------ | ------------ | ----------- | ----------- |
| 1                    | Alain Armand                |             | DVD         | 2 967        | 34,72        | 5 356       | 52,96       |
| 1                    | Nadia Ramassamy             |             | DVD         | 2 967        | 34,72        | 5 356       | 52,96       |
| 2                    | Marie Luc dit Jean-Jo Boyer |             | MoDem       | 929          | 10,87        |             |             |
| 2                    | Audrey de Fondaumière       |             | MoDem       | 929          | 10,87        |             |             |
| 3                    | Corine Arlandon             |             | DVD         | 392          | 4,59         |             |             |
| 3                    | Daniel Pouny                |             | DVD         | 392          | 4,59         |             |             |
| 4                    | Alexandre Laï-Kane-Cheong   |             | SE          | 914          | 10,70        |             |             |
| 4                    | Dominique Thionville        |             | SE          | 914          | 10,70        |             |             |
| 5                    | Audrey Belim                |             | PS          | 3 344        | 39,13        | 4 757       | 47,04       |
| 5                    | Gérard Françoise*           |             | PS          | 3 344        | 39,13        | 4 757       | 47,04       |
|                      |                             |             |             |              |              |             |             |
| Inscrits             | Inscrits                    | Inscrits    | Inscrits    | 25 029       | 100,00       | 25 029      | 100,00      |
| Abstentions          | Abstentions                 | Abstentions | Abstentions | 15 186       | 60,67        | 13 603      | 54,35       |
| Votants              | Votants                     | Votants     | Votants     | 9 843        | 39,33        | 11 426      | 45,65       |
| Blancs               | Blancs                      | Blancs      | Blancs      | 553          | 5,62         | 674         | 5,9         |
| Nuls                 | Nuls                        | Nuls        | Nuls        | 744          | 7,56         | 639         | 5,59        |
| Exprimés             | Exprimés                    | Exprimés    | Exprimés    | 8 546        | 86,82        | 10 113      | 88,51       |
| * conseiller sortant |                             |             |             |              |              |             |             |

### Canton de Saint-Denis-2
| Candidats            | Candidats          | Partis      | Partis      | Premier tour | Premier tour |
| Candidats            | Candidats          | Partis      | Partis      | Voix         | %            |
| -------------------- | ------------------ | ----------- | ----------- | ------------ | ------------ |
| 1                    | Claudette Clain    |             | PS          | 2 545        | 25,28        |
| 1                    | Philippe Naillet   |             | PS          | 2 545        | 25,28        |
| 2                    | Maurice Brasier    |             | FN          | 715          | 7,10         |
| 2                    | Gisèle Vaïtilingom |             | FN          | 715          | 7,10         |
| 3                    | Nassimah Dindar*   |             | UDI         | 6 145        | 61,03        |
| 3                    | Serge Hoarau*      |             | UMP         | 6 145        | 61,03        |
| 4                    | Yasmine Khan       |             | DVD         | 664          | 6,59         |
| 4                    | Gino Ponin-ballom* |             | DVD         | 664          | 6,59         |
|                      |                    |             |             |              |              |
| Inscrits             | Inscrits           | Inscrits    | Inscrits    | 24 154       | 100,00       |
| Abstentions          | Abstentions        | Abstentions | Abstentions | 13 150       | 54,44        |
| Votants              | Votants            | Votants     | Votants     | 11 004       | 45,56        |
| Blancs               | Blancs             | Blancs      | Blancs      | 570          | 5,18         |
| Nuls                 | Nuls               | Nuls        | Nuls        | 365          | 3,32         |
| Exprimés             | Exprimés           | Exprimés    | Exprimés    | 10 069       | 91,50        |
| * conseiller sortant |                    |             |             |              |              |

### Canton de Saint-Denis-3
| Candidats   | Candidats           | Partis      | Partis      | Premier tour | Premier tour | Second tour | Second tour |
| Candidats   | Candidats           | Partis      | Partis      | Voix         | %            | Voix        | %           |
| ----------- | ------------------- | ----------- | ----------- | ------------ | ------------ | ----------- | ----------- |
| 1           | Jeannine Carron     |             | SE          | 656          | 7,37         |             |             |
| 1           | Alain Tiparis       |             | SE          | 656          | 7,37         |             |             |
| 2           | Linda Ringuin       |             | MoDem       | 812          | 9,13         |             |             |
| 2           | Serge Sautron       |             | MoDem       | 812          | 9,13         |             |             |
| 3           | Graziella Boustoini |             | UMP         | 3 763        | 42,30        | 5 923       | 54,31       |
| 3           | Jean-Jacques Morel  |             | UMP         | 3 763        | 42,30        | 5 923       | 54,31       |
| 4           | Brigitte Adame      |             | PS          | 3 666        | 41,20        | 4 983       | 45,69       |
| 4           | Jacques Lowinsky    |             | PS          | 3 666        | 41,20        | 4 983       | 45,69       |
|             |                     |             |             |              |              |             |             |
| Inscrits    | Inscrits            | Inscrits    | Inscrits    | 25 902       | 100,00       | 25 902      | 100,00      |
| Abstentions | Abstentions         | Abstentions | Abstentions | 15 723       | 60,7         | 13 758      | 53,12       |
| Votants     | Votants             | Votants     | Votants     | 10 179       | 39,3         | 12 144      | 46,88       |
| Blancs      | Blancs              | Blancs      | Blancs      | 597          | 5,87         | 658         | 5,42        |
| Nuls        | Nuls                | Nuls        | Nuls        | 685          | 6,73         | 580         | 4,78        |
| Exprimés    | Exprimés            | Exprimés    | Exprimés    | 8 897        | 87,41        | 10 906      | 89,81       |

### Canton de Saint-Denis-4
| Candidats   | Candidats         | Partis      | Partis      | Premier tour | Premier tour | Second tour | Second tour |
| Candidats   | Candidats         | Partis      | Partis      | Voix         | %            | Voix        | %           |
| ----------- | ----------------- | ----------- | ----------- | ------------ | ------------ | ----------- | ----------- |
| 1           | Laurent Grosset   |             | UMP         | 2 523        | 29,66        | 4 286       | 44,17       |
| 1           | Anne Nativel      |             | UMP         | 2 523        | 29,66        | 4 286       | 44,17       |
| 2           | Tatiana Grondin   |             | SE          | 561          | 6,60         |             |             |
| 2           | Désiré Sautron    |             | SE          | 561          | 6,60         |             |             |
| 3           | Christiane Barbin |             | FN          | 1 039        | 12,22        |             |             |
| 3           | Joseph Grondin    |             | FN          | 1 039        | 12,22        |             |             |
| 4           | Yvette Duchemann  |             | EÉLV        | 4 382        | 51,52        | 5 417       | 55,83       |
| 4           | Gérald Maillot    |             | PS          | 4 382        | 51,52        | 5 417       | 55,83       |
|             |                   |             |             |              |              |             |             |
| Inscrits    | Inscrits          | Inscrits    | Inscrits    | 23 684       | 100,00       | 23 684      | 100,00      |
| Abstentions | Abstentions       | Abstentions | Abstentions | 14 152       | 59,75        | 12 873      | 54,35       |
| Votants     | Votants           | Votants     | Votants     | 9 532        | 40,25        | 10 811      | 45,65       |
| Blancs      | Blancs            | Blancs      | Blancs      | 534          | 5,6          | 563         | 5,21        |
| Nuls        | Nuls              | Nuls        | Nuls        | 493          | 5,17         | 545         | 5,04        |
| Exprimés    | Exprimés          | Exprimés    | Exprimés    | 8 505        | 89,23        | 9 703       | 89,75       |

### Canton de Saint-Joseph
| Candidats            | Candidats         | Partis      | Partis      | Premier tour | Premier tour |
| Candidats            | Candidats         | Partis      | Partis      | Voix         | %            |
| -------------------- | ----------------- | ----------- | ----------- | ------------ | ------------ |
| 1                    | Betty Grondin     |             | PCR         | 946          | 7,78         |
| 1                    | David Lebon       |             | PCR         | 946          | 7,78         |
| 2                    | Alin Guezello     |             | DVD         | 4 168        | 34,29        |
| 2                    | Priscilla Payet   |             | DVD         | 4 168        | 34,29        |
| 3                    | Inelda Baussillon |             | PS          | 7 041        | 57,93        |
| 3                    | Harry Mussard*    |             | PS          | 7 041        | 57,93        |
|                      |                   |             |             |              |              |
| Inscrits             | Inscrits          | Inscrits    | Inscrits    | 21 579       | 100,00       |
| Abstentions          | Abstentions       | Abstentions | Abstentions | 8 217        | 38,08        |
| Votants              | Votants           | Votants     | Votants     | 13 362       | 61,92        |
| Blancs               | Blancs            | Blancs      | Blancs      | 562          | 4,21         |
| Nuls                 | Nuls              | Nuls        | Nuls        | 645          | 4,83         |
| Exprimés             | Exprimés          | Exprimés    | Exprimés    | 12 155       | 90,97        |
| * conseiller sortant |                   |             |             |              |              |

### Canton de Saint-Leu
| Candidats            | Candidats                 | Partis      | Partis      | Premier tour | Premier tour | Second tour | Second tour |
| Candidats            | Candidats                 | Partis      | Partis      | Voix         | %            | Voix        | %           |
| -------------------- | ------------------------- | ----------- | ----------- | ------------ | ------------ | ----------- | ----------- |
| 1                    | Jacques Dennemont         |             | MoDem       | 5 888        | 52,31        | 8 382       | 61,9        |
| 1                    | Jacqueline Silotia        |             | MoDem       | 5 888        | 52,31        | 8 382       | 61,9        |
| 2                    | Giraud Payet              |             | DVG         | 490          | 4,35         |             |             |
| 2                    | Nadia Turpin-maillot      |             | DVG         | 490          | 4,35         |             |             |
| 3                    | Denis Comorassamy         |             | PCR         | 366          | 3,25         |             |             |
| 3                    | Simone Yee-Chong-Tchi-Kan |             | PCR         | 366          | 3,25         |             |             |
| 4                    | Marie-Chantale Mosdine    |             | PLR         | 753          | 6,69         |             |             |
| 4                    | Roland Ramakistin*        |             | PLR         | 753          | 6,69         |             |             |
| 5                    | Daniel Pause              |             | DVD         | 2 607        | 23,16        | 5 159       | 38,1        |
| 5                    | Isabelle Poudroux*        |             | DVD         | 2 607        | 23,16        | 5 159       | 38,1        |
| 6                    | Gérard Indiana            |             | DVD         | 1 153        | 10,24        |             |             |
| 6                    | Marie Colette Sadeyen     |             | DVD         | 1 153        | 10,24        |             |             |
|                      |                           |             |             |              |              |             |             |
| Inscrits             | Inscrits                  | Inscrits    | Inscrits    | 28 046       | 100,00       | 28 046      | 100,00      |
| Abstentions          | Abstentions               | Abstentions | Abstentions | 15 169       | 54,09        | 12 794      | 45,62       |
| Votants              | Votants                   | Votants     | Votants     | 12 877       | 45,91        | 15 252      | 54,38       |
| Blancs               | Blancs                    | Blancs      | Blancs      | 973          | 7,56         | 856         | 5,61        |
| Nuls                 | Nuls                      | Nuls        | Nuls        | 647          | 5,02         | 855         | 5,61        |
| Exprimés             | Exprimés                  | Exprimés    | Exprimés    | 11 257       | 87,42        | 13 541      | 88,78       |
| * conseiller sortant |                           |             |             |              |              |             |             |

### Canton de Saint-Louis-1
| Candidats   | Candidats                    | Partis      | Partis      | Premier tour | Premier tour | Second tour | Second tour |
| Candidats   | Candidats                    | Partis      | Partis      | Voix         | %            | Voix        | %           |
| ----------- | ---------------------------- | ----------- | ----------- | ------------ | ------------ | ----------- | ----------- |
| 1           | Aziza Houssen                |             | MoDem       | 771          | 8,81         |             |             |
| 1           | Pierrick Robert              |             | MoDem       | 771          | 8,81         |             |             |
| 2           | Lorraine Nativel             |             | MCR         | 1 500        | 17,13        | 4 783       | 41,39       |
| 2           | Jean Piot                    |             | MCR         | 1 500        | 17,13        | 4 783       | 41,39       |
| 3           | Alix Galbois                 |             | UDI         | 3 890        | 44,43        | 6 773       | 58,61       |
| 3           | Emmanuelle Sinacouty         |             | UDI         | 3 890        | 44,43        | 6 773       | 58,61       |
| 4           | Philippe Laïnin Rangama      |             | DVG         | 1 292        | 14,76        |             |             |
| 4           | Marie-Lourdes Turpin-Maillot |             | DVG         | 1 292        | 14,76        |             |             |
| 5           | Josette Brosse               |             | DLF         | 85           | 0,97         |             |             |
| 5           | Arsène Maho                  |             | DLF         | 85           | 0,97         |             |             |
| 6           | Louis Jean Badania           |             | FN          | 364          | 4,16         |             |             |
| 6           | Marie-Thérèse Hoarau         |             | FN          | 364          | 4,16         |             |             |
| 7           | Annie Pattiama               |             | PCR         | 853          | 9,74         |             |             |
| 7           | Serge Arnauld Rangama        |             | PCR         | 853          | 9,74         |             |             |
|             |                              |             |             |              |              |             |             |
| Inscrits    | Inscrits                     | Inscrits    | Inscrits    | 23 253       | 100,00       | 23 257      | 100,00      |
| Abstentions | Abstentions                  | Abstentions | Abstentions | 13 822       | 59,44        | 10 592      | 45,54       |
| Votants     | Votants                      | Votants     | Votants     | 9 431        | 40,56        | 12 665      | 54,46       |
| Blancs      | Blancs                       | Blancs      | Blancs      | 251          | 2,66         | 361         | 2,85        |
| Nuls        | Nuls                         | Nuls        | Nuls        | 425          | 4,51         | 748         | 5,91        |
| Exprimés    | Exprimés                     | Exprimés    | Exprimés    | 8 755        | 92,83        | 11 556      | 91,24       |

### Canton de Saint-Louis-2
| Candidats            | Candidats          | Partis      | Partis      | Premier tour | Premier tour | Second tour | Second tour |
| Candidats            | Candidats          | Partis      | Partis      | Voix         | %            | Voix        | %           |
| -------------------- | ------------------ | ----------- | ----------- | ------------ | ------------ | ----------- | ----------- |
| 1                    | Claudette Grondin  |             | UMP         | 5 538        | 54,66        | 7 671       | 58,9        |
| 1                    | Patrick Malet      |             | UDI         | 5 538        | 54,66        | 7 671       | 58,9        |
| 2                    | Chantal Payet      |             | DVD         | 3 774        | 37,25        | 5 352       | 41,1        |
| 2                    | Bachil Valy*       |             | DVD         | 3 774        | 37,25        | 5 352       | 41,1        |
| 3                    | Marie-Lyne Gastrin |             | MoDem       | 820          | 8,09         |             |             |
| 3                    | Pascal Hoarau      |             | MoDem       | 820          | 8,09         |             |             |
|                      |                    |             |             |              |              |             |             |
| Inscrits             | Inscrits           | Inscrits    | Inscrits    | 27 123       | 100,00       | 27 174      | 100,00      |
| Abstentions          | Abstentions        | Abstentions | Abstentions | 15 814       | 58,3         | 12 691      | 46,7        |
| Votants              | Votants            | Votants     | Votants     | 11 309       | 41,7         | 14 483      | 53,3        |
| Blancs               | Blancs             | Blancs      | Blancs      | 507          | 4,48         | 568         | 3,92        |
| Nuls                 | Nuls               | Nuls        | Nuls        | 670          | 5,92         | 892         | 6,16        |
| Exprimés             | Exprimés           | Exprimés    | Exprimés    | 10 132       | 89,59        | 13 023      | 89,92       |
| * conseiller sortant |                    |             |             |              |              |             |             |

### Canton de Saint-Paul-1
| Candidats   | Candidats               | Partis      | Partis      | Premier tour | Premier tour | Second tour | Second tour |
| Candidats   | Candidats               | Partis      | Partis      | Voix         | %            | Voix        | %           |
| ----------- | ----------------------- | ----------- | ----------- | ------------ | ------------ | ----------- | ----------- |
| 1           | Huguette Grondin        |             | PLR         | 1 350        | 13,61        |             |             |
| 1           | Philippe Seraphin       |             | PLR         | 1 350        | 13,61        |             |             |
| 2           | Marie-Gertrude Carpanin |             | UMP         | 4 965        | 50,06        | 6 697       | 62,82       |
| 2           | Cyrille Melchior        |             | UMP         | 4 965        | 50,06        | 6 697       | 62,82       |
| 3           | Charles Moyac           |             | EÉLV        | 703          | 7,09         |             |             |
| 3           | Nila Radakichenin       |             | EÉLV        | 703          | 7,09         |             |             |
| 4           | Iréné Ajaguin-Soleyen   |             | PCR         | 873          | 8,80         |             |             |
| 4           | Céline Charolais-Hoarau |             | PCR         | 873          | 8,80         |             |             |
| 5           | David Aipar             |             | DVD         | 523          | 5,27         |             |             |
| 5           | Dolorès Pelops          |             | DVD         | 523          | 5,27         |             |             |
| 6           | Patricia Aure           |             | DVD         | 1 504        | 15,16        | 3 964       | 37,18       |
| 6           | Érick Gangama           |             | DVD         | 1 504        | 15,16        | 3 964       | 37,18       |
|             |                         |             |             |              |              |             |             |
| Inscrits    | Inscrits                | Inscrits    | Inscrits    | 24 858       | 100,00       | 24 858      | 100,00      |
| Abstentions | Abstentions             | Abstentions | Abstentions | 13 718       | 55,19        | 12 342      | 49,65       |
| Votants     | Votants                 | Votants     | Votants     | 11 140       | 44,81        | 12 516      | 50,35       |
| Blancs      | Blancs                  | Blancs      | Blancs      | 587          | 5,27         | 925         | 7,39        |
| Nuls        | Nuls                    | Nuls        | Nuls        | 635          | 5,7          | 930         | 7,43        |
| Exprimés    | Exprimés                | Exprimés    | Exprimés    | 9 918        | 89,03        | 10 661      | 85,18       |

### Canton de Saint-Paul-2
| Candidats            | Candidats                   | Partis      | Partis      | Premier tour | Premier tour | Second tour | Second tour |
| Candidats            | Candidats                   | Partis      | Partis      | Voix         | %            | Voix        | %           |
| -------------------- | --------------------------- | ----------- | ----------- | ------------ | ------------ | ----------- | ----------- |
| 1                    | Pascaline Chéreau-Némazine* |             | PLR         | 1 729        | 17,34        | 4 741       | 41,58       |
| 1                    | Yolain Olivate              |             | PLR         | 1 729        | 17,34        | 4 741       | 41,58       |
| 2                    | Christian Félicité          |             | PCR         | 503          | 5,04         |             |             |
| 2                    | Laurence Lougnon            |             | PCR         | 503          | 5,04         |             |             |
| 3                    | Jennifer Merion             |             | UDI         | 363          | 3,64         |             |             |
| 3                    | David Orosmane              |             | UDI         | 363          | 3,64         |             |             |
| 4                    | Daniella Crescence          |             | SE          | 508          | 5,09         |             |             |
| 4                    | Thierry Drulé               |             | SE          | 508          | 5,09         |             |             |
| 5                    | Jean Erpeldinger            |             | EÉLV        | 650          | 6,52         |             |             |
| 5                    | Geneviève Payet             |             | EÉLV        | 650          | 6,52         |             |             |
| 6                    | Patrick Dorla               |             | UMP         | 4 331        | 43,44        | 6 662       | 58,42       |
| 6                    | Sandra Sinimale             |             | UMP         | 4 331        | 43,44        | 6 662       | 58,42       |
| 7                    | Marie-Line Hoarau           |             | FN          | 490          | 4,91         |             |             |
| 7                    | Jean-Mathieu Taristas       |             | FN          | 490          | 4,91         |             |             |
| 8                    | Fabiola Patouma             |             | DVD         | 777          | 7,79         |             |             |
| 8                    | Yanick Payet                |             | DVD         | 777          | 7,79         |             |             |
| 9                    | François Cuvelier           |             | SE          | 620          | 6,22         |             |             |
| 9                    | Josie Valin                 |             | SE          | 620          | 6,22         |             |             |
|                      |                             |             |             |              |              |             |             |
| Inscrits             | Inscrits                    | Inscrits    | Inscrits    | 25 746       | 100,00       | 25 747      | 100,00      |
| Abstentions          | Abstentions                 | Abstentions | Abstentions | 14 339       | 55,69        | 12 339      | 47,92       |
| Votants              | Votants                     | Votants     | Votants     | 11 407       | 44,31        | 13 408      | 52,08       |
| Blancs               | Blancs                      | Blancs      | Blancs      | 698          | 6,12         | 847         | 6,32        |
| Nuls                 | Nuls                        | Nuls        | Nuls        | 738          | 6,47         | 1 158       | 8,64        |
| Exprimés             | Exprimés                    | Exprimés    | Exprimés    | 9 971        | 87,41        | 11 403      | 85,05       |
| * conseiller sortant |                             |             |             |              |              |             |             |

### Canton de Saint-Paul-3
| Candidats   | Candidats                 | Partis      | Partis      | Premier tour | Premier tour | Second tour | Second tour |
| Candidats   | Candidats                 | Partis      | Partis      | Voix         | %            | Voix        | %           |
| ----------- | ------------------------- | ----------- | ----------- | ------------ | ------------ | ----------- | ----------- |
| 1           | Géraldine Barlieu         |             | UMP         | 2 977        | 30,19        | 4 784       | 44,39       |
| 1           | Yoland Velleyen           |             | UMP         | 2 977        | 30,19        | 4 784       | 44,39       |
| 2           | Fabiola Cadarsi-Alcinoüs  |             | PS          | 862          | 8,74         |             |             |
| 2           | Jean-Marie Lasson         |             | PS          | 862          | 8,74         |             |             |
| 3           | Michelle Lartin Graja     |             | DVD         | 168          | 1,70         |             |             |
| 3           | Laurent Souprayenmestry   |             | DVD         | 168          | 1,70         |             |             |
| 4           | Patricia Lamarque         |             | DVD         | 914          | 9,27         |             |             |
| 4           | David Sinimale            |             | DVD         | 914          | 9,27         |             |             |
| 5           | Jacqueline Henry          |             | DVD         | 1 911        | 19,38        | 5 993       | 55,61       |
| 5           | Giovanny Poire            |             | DVD         | 1 911        | 19,38        | 5 993       | 55,61       |
| 6           | Éric Camian               |             | PCR         | 411          | 4,17         |             |             |
| 6           | Raïssa Noël               |             | PCR         | 411          | 4,17         |             |             |
| 7           | Alison Grondin            |             | FN          | 689          | 6,99         |             |             |
| 7           | Médéric Grondin           |             | FN          | 689          | 6,99         |             |             |
| 8           | Guylain Moutama-Chediapin |             | PLR         | 985          | 9,99         |             |             |
| 8           | Virginie Sallé            |             | PLR         | 985          | 9,99         |             |             |
| 9           | Sylvie Agnez              |             | DLF         | 185          | 1,88         |             |             |
| 9           | Jean-Paul Robin           |             | DLF         | 185          | 1,88         |             |             |
| 10          | Michel Clémente           |             | EÉLV        | 760          | 7,71         |             |             |
| 10          | Mélissa Cousin            |             | EÉLV        | 760          | 7,71         |             |             |
|             |                           |             |             |              |              |             |             |
| Inscrits    | Inscrits                  | Inscrits    | Inscrits    | 26 703       | 100,00       | 26 703      | 100,00      |
| Abstentions | Abstentions               | Abstentions | Abstentions | 15 451       | 57,86        | 13 924      | 52,14       |
| Votants     | Votants                   | Votants     | Votants     | 11 252       | 42,14        | 12 779      | 47,86       |
| Blancs      | Blancs                    | Blancs      | Blancs      | 722          | 6,42         | 1 033       | 8,08        |
| Nuls        | Nuls                      | Nuls        | Nuls        | 668          | 5,94         | 969         | 7,58        |
| Exprimés    | Exprimés                  | Exprimés    | Exprimés    | 9 862        | 87,65        | 10 777      | 84,33       |

### Canton de Saint-Pierre-1
| Candidats   | Candidats           | Partis      | Partis      | Premier tour | Premier tour | Second tour | Second tour |
| Candidats   | Candidats           | Partis      | Partis      | Voix         | %            | Voix        | %           |
| ----------- | ------------------- | ----------- | ----------- | ------------ | ------------ | ----------- | ----------- |
| 1           | Brigitte Hoarau     |             | FN          | 613          | 7,23         |             |             |
| 1           | Jean-Pierre Planque |             | FN          | 613          | 7,23         |             |             |
| 2           | Gélita Hoarau       |             | PCR         | 1 255        | 14,81        |             |             |
| 2           | Axel Maho           |             | PCR         | 1 255        | 14,81        |             |             |
| 3           | Viviane Malet       |             | UMP         | 4 436        | 52,35        | 6 405       | 64,71       |
| 3           | Hermann Rifosta     |             | UMP         | 4 436        | 52,35        | 6 405       | 64,71       |
| 4           | Luc Lallemand       |             | EÉLV        | 563          | 6,64         |             |             |
| 4           | Aurélie Trombetta   |             | EÉLV        | 563          | 6,64         |             |             |
| 5           | Jean Gaël Anda      |             | MoDem       | 1 606        | 18,95        | 3 493       | 35,29       |
| 5           | Dolène Chetty       |             | MoDem       | 1 606        | 18,95        | 3 493       | 35,29       |
|             |                     |             |             |              |              |             |             |
| Inscrits    | Inscrits            | Inscrits    | Inscrits    | 22 830       | 100,00       | 22 830      | 100,00      |
| Abstentions | Abstentions         | Abstentions | Abstentions | 13 492       | 59,1         | 11 651      | 51,03       |
| Votants     | Votants             | Votants     | Votants     | 9 338        | 40,9         | 11 179      | 48,97       |
| Blancs      | Blancs              | Blancs      | Blancs      | 394          | 4,22         | 565         | 5,05        |
| Nuls        | Nuls                | Nuls        | Nuls        | 471          | 5,04         | 716         | 6,4         |
| Exprimés    | Exprimés            | Exprimés    | Exprimés    | 8 473        | 90,74        | 9 898       | 88,54       |

### Canton de Saint-Pierre-2
| Candidats            | Candidats              | Partis      | Partis      | Premier tour | Premier tour | Second tour | Second tour |
| Candidats            | Candidats              | Partis      | Partis      | Voix         | %            | Voix        | %           |
| -------------------- | ---------------------- | ----------- | ----------- | ------------ | ------------ | ----------- | ----------- |
| 1                    | Bourhane Abdallah      |             | MoDem       | 936          | 9,02         |             |             |
| 1                    | Marie-Annick Gonfo     |             | MoDem       | 936          | 9,02         |             |             |
| 2                    | Eglantine Gigan        |             | DVD         | 196          | 1,89         |             |             |
| 2                    | Jean Louis Otello      |             | DVD         | 196          | 1,89         |             |             |
| 3                    | Virginie Gobalou       |             | PS          | 1 873        | 18,05        | 3 820       | 30,46       |
| 3                    | Nazir Valy             |             | PCR         | 1 873        | 18,05        | 3 820       | 30,46       |
| 4                    | Pascaline Mara         |             | SE          | 504          | 4,86         |             |             |
| 4                    | Jean-François Sarpedon |             | SE          | 504          | 4,86         |             |             |
| 5                    | Christine Payet        |             | SE          | 308          | 2,97         |             |             |
| 5                    | Richard Riani          |             | SE          | 308          | 2,97         |             |             |
| 6                    | Philippe Potin*        |             | UMP         | 6 559        | 63,21        | 8 719       | 69,54       |
| 6                    | Béatrice Sigismeau     |             | UMP         | 6 559        | 63,21        | 8 719       | 69,54       |
|                      |                        |             |             |              |              |             |             |
| Inscrits             | Inscrits               | Inscrits    | Inscrits    | 29 763       | 100,00       | 29 833      | 100,00      |
| Abstentions          | Abstentions            | Abstentions | Abstentions | 17 336       | 58,25        | 15 552      | 52,13       |
| Votants              | Votants                | Votants     | Votants     | 12 427       | 41,75        | 14 281      | 47,87       |
| Blancs               | Blancs                 | Blancs      | Blancs      | 821          | 6,61         | 776         | 5,43        |
| Nuls                 | Nuls                   | Nuls        | Nuls        | 1 230        | 9,9          | 966         | 6,76        |
| Exprimés             | Exprimés               | Exprimés    | Exprimés    | 10 376       | 83,5         | 12 539      | 87,8        |
| * conseiller sortant |                        |             |             |              |              |             |             |

### Canton de Saint-Pierre-3
| Candidats   | Candidats           | Partis      | Partis      | Premier tour | Premier tour | Second tour | Second tour |
| Candidats   | Candidats           | Partis      | Partis      | Voix         | %            | Voix        | %           |
| ----------- | ------------------- | ----------- | ----------- | ------------ | ------------ | ----------- | ----------- |
| 1           | Colette Gonthier    |             | PCR         | 514          | 4,51         |             |             |
| 1           | Jean-Hugues Suzanne |             | PCR         | 514          | 4,51         |             |             |
| 2           | Yannis Payet        |             | PS          | 2 896        | 25,40        | 5 146       | 39,08       |
| 2           | Fabienne Somnica    |             | PS          | 2 896        | 25,40        | 5 146       | 39,08       |
| 3           | Marie-Paule Balaya  |             | DVD         | 5 617        | 49,26        | 8 021       | 60,92       |
| 3           | Serge Hoareau       |             | DVD         | 5 617        | 49,26        | 8 021       | 60,92       |
| 4           | Kérina Lauret       |             | DLF         | 2 376        | 20,84        |             |             |
| 4           | Fabrice Lebon       |             | DLF         | 2 376        | 20,84        |             |             |
|             |                     |             |             |              |              |             |             |
| Inscrits    | Inscrits            | Inscrits    | Inscrits    | 26 178       | 100,00       | 26 178      | 100,00      |
| Abstentions | Abstentions         | Abstentions | Abstentions | 13 402       | 51,2         | 11 630      | 44,43       |
| Votants     | Votants             | Votants     | Votants     | 12 776       | 48,8         | 14 548      | 55,57       |
| Blancs      | Blancs              | Blancs      | Blancs      | 607          | 4,75         | 520         | 3,57        |
| Nuls        | Nuls                | Nuls        | Nuls        | 766          | 6            | 861         | 5,92        |
| Exprimés    | Exprimés            | Exprimés    | Exprimés    | 11 403       | 89,25        | 13 167      | 90,51       |

### Canton de Sainte-Marie
| Candidats   | Candidats           | Partis      | Partis      | Premier tour | Premier tour | Second tour | Second tour |
| Candidats   | Candidats           | Partis      | Partis      | Voix         | %            | Voix        | %           |
| ----------- | ------------------- | ----------- | ----------- | ------------ | ------------ | ----------- | ----------- |
| 1           | Mario Lechat        |             | MoDem       | 1 159        | 14,23        |             |             |
| 1           | Valérie Vitry       |             | MoDem       | 1 159        | 14,23        |             |             |
| 2           | Christian Annette   |             | PS          | 1 444        | 17,72        | 2 385       | 23,86       |
| 2           | Céline Sitouze      |             | PS          | 1 444        | 17,72        | 2 385       | 23,86       |
| 3           | Rémy Lagourgue      |             | DVD         | 5 544        | 68,05        | 7 612       | 76,14       |
| 3           | Marie-Lyne Soubadou |             | DVD         | 5 544        | 68,05        | 7 612       | 76,14       |
|             |                     |             |             |              |              |             |             |
| Inscrits    | Inscrits            | Inscrits    | Inscrits    | 23 146       | 100,00       | 23 146      | 100,00      |
| Abstentions | Abstentions         | Abstentions | Abstentions | 14 166       | 61,2         | 12 171      | 52,58       |
| Votants     | Votants             | Votants     | Votants     | 8 980        | 38,8         | 10 975      | 47,42       |
| Blancs      | Blancs              | Blancs      | Blancs      | 427          | 4,76         | 439         | 4           |
| Nuls        | Nuls                | Nuls        | Nuls        | 406          | 4,52         | 539         | 4,91        |
| Exprimés    | Exprimés            | Exprimés    | Exprimés    | 8 147        | 90,72        | 9 997       | 91,09       |

### Canton du Tampon-1
| Candidats            | Candidats             | Partis      | Partis      | Premier tour | Premier tour | Second tour | Second tour |
| Candidats            | Candidats             | Partis      | Partis      | Voix         | %            | Voix        | %           |
| -------------------- | --------------------- | ----------- | ----------- | ------------ | ------------ | ----------- | ----------- |
| 1                    | Isabelle Musso        |             | PS          | 1 189        | 10,02        |             |             |
| 1                    | Jean-Claude Nativel   |             | PS          | 1 189        | 10,02        |             |             |
| 2                    | Laurence Mondon       |             | DVD         | 4 284        | 36,11        | 7 602       | 53,44       |
| 2                    | Enaud Rivière         |             | DVD         | 4 284        | 36,11        | 7 602       | 53,44       |
| 3                    | Jean-Alain Cadet      |             | EÉLV        | 697          | 5,87         |             |             |
| 3                    | Danon Lutchmee Odayen |             | EÉLV        | 697          | 5,87         |             |             |
| 4                    | Marie-Thérèse Burel   |             | FN          | 1 055        | 8,89         |             |             |
| 4                    | Joseph Ledoyen        |             | FN          | 1 055        | 8,89         |             |             |
| 5                    | Raphaël Dijoux        |             | DVG         | 390          | 3,29         |             |             |
| 5                    | Jacqueline Grondin    |             | DVG         | 390          | 3,29         |             |             |
| 6                    | Nathalie Bassire*     |             | DVD         | 3 755        | 31,65        | 6 624       | 46,56       |
| 6                    | Gilles Fontaine       |             | DVD         | 3 755        | 31,65        | 6 624       | 46,56       |
| 7                    | Muriel Boyer          |             | DVD         | 495          | 4,17         |             |             |
| 7                    | Rito Morel            |             | DVD         | 495          | 4,17         |             |             |
|                      |                       |             |             |              |              |             |             |
| Inscrits             | Inscrits              | Inscrits    | Inscrits    | 29 554       | 100,00       | 29 554      | 100,00      |
| Abstentions          | Abstentions           | Abstentions | Abstentions | 15 581       | 52,72        | 12 745      | 43,12       |
| Votants              | Votants               | Votants     | Votants     | 13 973       | 47,28        | 16 809      | 56,88       |
| Blancs               | Blancs                | Blancs      | Blancs      | 1 116        | 7,99         | 1 261       | 7,5         |
| Nuls                 | Nuls                  | Nuls        | Nuls        | 992          | 7,1          | 1 322       | 7,86        |
| Exprimés             | Exprimés              | Exprimés    | Exprimés    | 11 865       | 84,91        | 14 226      | 84,63       |
| * conseiller sortant |                       |             |             |              |              |             |             |

### Canton du Tampon-2
| Candidats            | Candidats           | Partis      | Partis      | Premier tour | Premier tour | Second tour | Second tour |
| Candidats            | Candidats           | Partis      | Partis      | Voix         | %            | Voix        | %           |
| -------------------- | ------------------- | ----------- | ----------- | ------------ | ------------ | ----------- | ----------- |
| 1                    | Steeve Israël Bègue |             | FN          | 992          | 7,96         |             |             |
| 1                    | Angélique Box       |             | FN          | 992          | 7,96         |             |             |
| 2                    | Florence Robert     |             | PS          | 2 395        | 19,21        | 4 496       | 33,02       |
| 2                    | Jean-Jacques Vlody* |             | PS          | 2 395        | 19,21        | 4 496       | 33,02       |
| 3                    | Stéphanie Branchet  |             | DVD         | 1 685        | 13,51        |             |             |
| 3                    | Clémendeau Hoarau   |             | DVD         | 1 685        | 13,51        |             |             |
| 4                    | Emmanuelle Hoarau   |             | DVD         | 1 469        | 11,78        |             |             |
| 4                    | Paulet Payet        |             | DVD         | 1 469        | 11,78        |             |             |
| 5                    | Augustine Romano*   |             | DVD         | 5 929        | 47,55        | 9 118       | 66,98       |
| 5                    | André Thien-Ah-Koon |             | DVD         | 5 929        | 47,55        | 9 118       | 66,98       |
|                      |                     |             |             |              |              |             |             |
| Inscrits             | Inscrits            | Inscrits    | Inscrits    | 30 680       | 100,00       | 30 680      | 100,00      |
| Abstentions          | Abstentions         | Abstentions | Abstentions | 16 656       | 54,29        | 14 491      | 47,23       |
| Votants              | Votants             | Votants     | Votants     | 14 024       | 45,71        | 16 189      | 52,77       |
| Blancs               | Blancs              | Blancs      | Blancs      | 811          | 5,78         | 1 279       | 7,9         |
| Nuls                 | Nuls                | Nuls        | Nuls        | 743          | 5,3          | 1 296       | 8,01        |
| Exprimés             | Exprimés            | Exprimés    | Exprimés    | 12 470       | 88,92        | 13 614      | 84,09       |
| * conseiller sortant |                     |             |             |              |              |             |             |